# Bryan-Michael Cox
Bryan-Michael Cox (Miami, 1º dicembre 1977) è un produttore discografico e musicista statunitense.

## Carriera
Nato in Florida,  è cresciuto in Texas, tuttavia la sua attività è stata svolta principalmente in Georgia.
Nel corso della sua carriera ha vinto diversi Grammy Awards (principalmente nelle categorie dedicate all'R&B, al Contemporary R&B e alla produzione) e i suoi dischi hanno ottenuto importanti certificazioni a livello di vendite. Tra gli artisti con cui ha lavorato vi sono R. Kelly, Janet Jackson, Jennifer Lopez, Mary J. Blige, Sean Combs, Usher e Destiny's Child. Nel 2009 è stato inserito nella Georgia Hall of Fame.